# NGC 370
NGC 370 je trostruka zvijezda u zviježđu Kasiopeji. 
Prvi je tri zvijezde NGC 370 uočio d'Arrest 7. listopada 1861. godine. Dreyer je 12. prosinca 1876. također uočio te zvijezde, no to promatranje mu se nije priznalo, tako da je dobilo oznaku NGC 372.

## Vanjske poveznice
- SEDS: NGC 0370